# سانت جوليا دي لوريا
سانت جوليا دي لوريا أحـد أبرشيات أندورا تقـع في الجنوب مـع حدود إسبانيـا، يطلق على سكانها اسم لوريديونس.

## توأمة
لسانت جوليا دي لوريا اتفاقيات توأمة مع:
- كالونخي

## أعلام
- فيكي غراو
- ساندرا غراو
- مارينا فرنانديز
- جوسيب أيالا

## روابط خارجية
- المـوقع الرسمـي